# Sekar Jaya
Sekar Jaya is een bestuurslaag in het regentschap Ogan Komering Ulu van de provincie Zuid-Sumatra, Indonesië. Sekar Jaya telt 7210 inwoners (volkstelling 2010).